# Francesco Scavullo
Francesco Scavullo (Staten Island 16 janvier 1921 - 6 janvier 2004) est un photographe américain.